# Eyes Wide Shut
Eyes Wide Shut (deutsch „Augen weit geschlossen“) ist der letzte vollendete Film des US-amerikanischen Filmregisseurs Stanley Kubrick, der nur wenige Tage nach Fertigstellung des Filmschnitts im März 1999 starb. Es handelt sich um eine ins New York der Gegenwart verlegte Verfilmung von Arthur Schnitzlers Traumnovelle mit Nicole Kidman und Tom Cruise in den Hauptrollen. Eyes Wide Shut war zwar ein finanzieller Erfolg, seine Qualität wird aber unter Filmkritikern, vor allem im Vergleich zu anderen Filmen des Regisseurs, sehr unterschiedlich beurteilt.

## Handlung
Der New Yorker Arzt Bill Harford und seine Frau Alice besuchen die Weihnachtsparty seines reichen Patienten Victor Ziegler, auf der beide mit anderen Partygästen flirten. Bill trifft einen alten Studienfreund, Nick Nightingale, wieder. Dieser hatte sein Studium abgebrochen und arbeitet mittlerweile als Pianist. Bill wird im Laufe des Abends von einem Assistenten Victors in ein Badezimmer geführt, weil eine Frau namens Mandy, mit der Victor offenbar gerade Sex hatte, eine Überdosis Drogen erlitten hat und kaum noch ansprechbar ist. Sie erholt sich jedoch wieder und Bill verspricht Victor, niemandem davon zu erzählen.
Am nächsten Tag kommt es zwischen Bill und Alice während des gemeinsamen Marihuanakonsums zum Streit über Untreue und Eifersucht. Alice gesteht Bill, dass sie ihn in ihren Gedanken mit einem Marineoffizier, den sie im letzten Sommerurlaub gesehen habe, betrogen habe. Außerdem erklärt sie ihm, dass sie wegen dieses Mannes bereit gewesen wäre, Mann und Tochter zu verlassen. In diesem Moment klingelt das Telefon und Bill erfährt vom Tod eines seiner Patienten und fährt zu ihm. Während seines Besuchs beginnt die Tochter des Toten damit, Bill zu küssen und gesteht ihm ihre Liebe. Als ihr Verlobter eintrifft, macht sich Bill wieder auf den Heimweg.
Gedankenverloren irrt er durch das New Yorker Nachtleben, wird von der Prostituierten Domino angesprochen und begleitet sie in ihre Wohnung. Bevor es jedoch zu Intimitäten kommt, ruft ihn Alice auf dem Handy an. Bill bezahlt Domino dennoch und geht. In einem Jazzclub besucht er Nick, der ihm erzählt, dass er in derselben Nacht noch ein weiteres Engagement habe. An diesem Ort gebe es besonders attraktive Damen, man werde jedoch nur mit einem Losungswort eingelassen. Nick selbst müsse dort mit verbundenen Augen am Piano spielen. All das weckt Bills Neugier, doch Nick lehnt es ab, ihn mitzunehmen. Er teilt ihm aber Ort, Losungswort („Fidelio“) und Kleiderordnung mit.
In einem Kostümverleihgeschäft trifft Bill auf den Inhaber Mr. Milich, der nur gegen Aufpreis bereit ist, eigens für ihn den Laden noch einmal zu öffnen. Als sie nach einem geeigneten Kostüm suchen, entdecken sie in den Räumlichkeiten des Ladens Mr. Milichs minderjährige Tochter, die gerade dabei ist, sich mit zwei verkleideten japanischen Männern zu vergnügen. Während der wütende Vater die beiden einsperrt und die Polizei rufen will, beginnt seine Tochter mit Bill zu flirten.
Bei der angegebenen Adresse, dem Schloss Somerton, angekommen, wird Bill Zeuge einer Zeremonie, bei der alle Teilnehmer venezianische Masken tragen und die eine sexuelle Orgie nach sich zieht. Eine schöne Dame nimmt ihn beiseite und bittet ihn eindringlich, das Haus zu verlassen. Bill bleibt trotzdem, wird als Außenseiter entlarvt und dem Zeremonienmeister vorgeführt, der Bill für sein Eindringen bestrafen will. Die Schuld nimmt jedoch, obwohl sie dadurch in große Gefahr zu geraten scheint, die unbekannte Schöne auf sich, so dass man Bill – unter der Bedingung, Verschwiegenheit zu wahren und seine Nachforschungen einzustellen – erlaubt, das Schloss zu verlassen. Zu Hause angekommen, weckt er seine Frau aus einem sexuellen Albtraum. Darin hatte sie mit unzähligen Männern Geschlechtsverkehr und den sie dabei beobachtenden Bill hämisch ausgelacht.
Am nächsten Tag versucht Bill, Nick zu treffen, um über die vorherige Nacht zu sprechen. In dem Hotel, in dem Nick übernachtet hat, erfährt Bill, dass dieser frühmorgens in Begleitung zweier bedrohlich wirkender Männer ausgecheckt habe. Bei der Rückgabe seines Kostüms stellt sich heraus, dass Bill seine Maske offenbar verloren hat. Auch die beiden Japaner sind wieder anwesend. Milich erklärt, dass er sich mit ihnen gütlich geeinigt habe. Er bietet Bill indirekt die sexuellen Dienste seiner Tochter an. Bill sucht noch einmal das Anwesen auf, in dem die Orgie stattgefunden hat. Dort händigt man ihm einen Brief aus, in dem er dazu aufgefordert wird, seine Nachforschungen einzustellen.
Bill will noch einmal die Prostituierte Domino aufsuchen. Er trifft jedoch nur auf deren Mitbewohnerin Sally, die ebenfalls mit Bill zu flirten beginnt und ihm schließlich erzählt, dass Domino erfahren habe, dass sie HIV-positiv sei. Wieder zurück auf der Straße stellt Bill fest, dass er verfolgt wird. Er verschwindet in einem Café. Aus der Zeitung erfährt er, dass eine ehemalige Schönheitskönigin von New York mit Namen Amanda Curran wegen einer Überdosis Drogen ins Krankenhaus eingeliefert worden sei. Er vermutet dahinter einen verschleierten Mordversuch an jener ihm nicht bekannten Dame, die sich in der vergangenen Nacht für ihn geopfert hat. Im Krankenhaus erfährt er von Amanda Currans Tod und untersucht anschließend die Leiche. Bill erkennt, dass Amanda Curran die warnende Frau von der vorherigen Nacht ist.
Victor bittet Bill telefonisch, ihn zu besuchen. Er offenbart sich als einer der Maskierten von Schloss Somerton und versichert Bill, dass der Drogentod von Amanda Curran nichts mit den Vorfällen in der Nacht zu tun habe. Alles sei nur eine Farce gewesen, die ihn lediglich habe einschüchtern sollen. Des Weiteren erwähnt er, dass Bill, sollte er die Namen der Teilnehmer der Orgie erfahren, nicht mehr ruhig würde schlafen können. Verwirrt kehrt Bill nach Hause zurück und findet die verloren geglaubte Maske auf seinem Kopfkissen neben seiner schlafenden Frau. Unter Tränen berichtet er ihr von allem, was in den letzten beiden Tagen passiert ist. Am nächsten Morgen machen sie mit ihrer Tochter Weihnachtseinkäufe. Alice meint, dass sie dankbar sein sollten, dass sie überlebt haben, dass sie ihn liebt und dass es etwas gibt, das sie so schnell wie möglich tun müssen. Als Bill fragt, was es ist, antwortet sie: „Ficken“.

## Hintergrund

### Drehbuchentwicklung

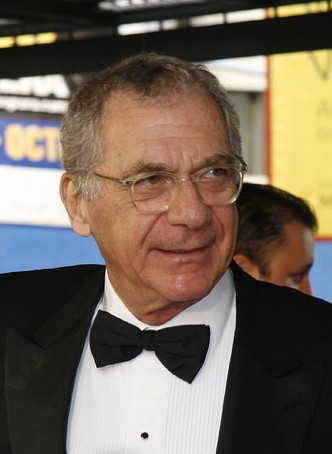
Die von Sydney Pollack verkörperte Figur des Victor Ziegler hat keine Entsprechung in der Traumnovelle

Bereits im Jahr 1968, nachdem 2001: Odyssee im Weltraum veröffentlicht worden war, hatte Kubrick die Idee, die 1926 veröffentlichte Traumnovelle des österreichischen Autors Arthur Schnitzler zu verfilmen. Dazu kam es jedoch erst 30 Jahre später. In der Zwischenzeit wechselten Kubricks Konzepte für die Verfilmung immer wieder. Während er in den 1970er Jahren einen sehr ernsthaften Film mit Woody Allen in der Hauptrolle eines jüdischen Arztes drehen wollte, wandelte sich das Vorhaben in den 80er Jahren zu einer ironischen Sex-Komödie mit Steve Martin oder Robin Williams. Auch ein Historienfilm, angesiedelt in London oder Dublin, war im Gespräch.
Die Arbeiten am Drehbuch begannen im November 1994. Kubrick entschied sich, den Film ernst anzulegen und in das New York der Gegenwart zu übertragen. Die Idee, die Handlung um die Komponente einer jüdischen Identität der Protagonisten zu ergänzen, verwarf er. Das Drehbuch verfasste er zusammen mit Frederic Raphael, der die Arbeit mit Kubrick im Nachhinein als sehr angespannt beschrieb und beklagte, dass man inhaltlich wenig Freiräume gehabt habe. Raphael und Kubrick ließen zwar die Handlung weitgehend unangetastet, nahmen aber neben der Übertragung in das Amerika der späten 1990er Jahre mehrere kleine Änderungen an der Geschichte vor: Während die Novelle mit einem Gespräch von Fridolin (Bill) und Albertine (Alice) am Abend nach dem großen Ball beginnt und dieser nur durch ihre Äußerungen beschrieben wird, zeigt die Verfilmung den Abend selbst. Das Verhältnis zwischen Bill und Alice ist in dem Gespräch an diesem Abend asymmetrischer als im Buch, da Fridolins Erwiderung, dass auch er im selben Urlaub beinahe eine Affäre gehabt hätte, fehlt.
Die geheime Gesellschaft trägt in der Novelle, im Gegensatz zu den venezianischen Verkleidungen im Film, Mönchs- und Nonnenkostüme. Da die Novelle in der Karnevalszeit spielt, ist dies für Fridolin wenig überraschend; auch die Festivität, die er mit seiner Frau besucht, ist im Buch ein Maskenball. Es wird außerdem bei der geheimen Feier lediglich ein nackter Tanz beschrieben, eine Orgie, wie sie im Film gezeigt wird, kommt im Buch nicht vor, wenn auch Fridolin mutmaßt, dass es Räumlichkeiten gebe, um sich zurückzuziehen. Nachdem Fridolin enttarnt wurde und die Fremde sich für ihn geopfert hat, wird er gezwungen, in eine Kutsche einzusteigen, die abgeschlossen ist. Er ist von Panik erfüllt, wird dann aber doch nur am Stadtrand abgesetzt und muss nach Hause laufen. Die Verfilmung überspringt diesen Teil der Geschichte.
Hinzugefügt wurde die Figur Victor Ziegler, der als Teil von Bills normalem Leben, aber auch als Mitglied der geheimen Gesellschaft eine Verbindung zwischen beiden Welten schaffen soll, eine Verbindung, die in der Novelle nicht existiert. Seine Erklärung, dass es sich bei den Frauen um Prostituierte gehandelt habe und die Bestrafung nur eine Farce gewesen sei, um Bill einzuschüchtern, kommt in der Novelle jeweils nur als Vermutung Fridolins vor.
Das Drehbuch wurde schließlich im Frühjahr 1996 fertiggestellt.

### Besetzung
Kubrick wollte für die beiden Hauptdarsteller ein Ehepaar verpflichten, um so die Hemmschwelle für einige Szenen herabzusetzen. Nachdem zunächst Kim Basinger und Alec Baldwin im Gespräch gewesen waren, Baldwin jedoch nicht als geeignet für die Rolle erschien, fiel die Entscheidung schließlich auf Tom Cruise und Nicole Kidman. Die Vermittlung kam über Sydney Pollack zustande. Nicole Kidman beendete gerade ihre Dreharbeiten an Portrait of a Lady, als sie und Cruise das Drehbuch erhielten. Wegen der ungewöhnlich langen Dreharbeiten verließen einige Darsteller die Besetzung vorzeitig und mussten ersetzt werden. So war die Rolle von Victor Ziegler ursprünglich durch Harvey Keitel besetzt, bevor Sydney Pollack die Rolle übernahm. Jennifer Jason Leigh hatte ursprünglich Marion gespielt, stand jedoch für die Nachdrehs nicht zur Verfügung, so dass sie durch Marie Richardson ersetzt wurde.

### Dreharbeiten
Kidman und Cruise waren bereits seit fünf Jahren verheiratet, als die Dreharbeiten im November 1996 begannen. Nach Aussagen der beiden Schauspieler war es für sie bei manchen Szenen tatsächlich von Vorteil, dass sie auch im realen Leben ein Paar waren, manchmal führte dies jedoch auch zu Schwierigkeiten. Kidman äußerte, dass die Grenzen zwischen Realität und Fiktion für sie manchmal verschwammen und sie tatsächlich zu Alice wurde. Für Cruise war es hingegen vor allem schwer, eine Figur zu spielen, die sehr viel introvertierter und beobachtender war als er selbst. Während Kubrick stellenweise sehr kontrollierend war, ließ er den Schauspielern in anderen Szenen große Freiheiten.
Kubrick hatte keinerlei zeitlichen Druck vom Studio, sodass er sich bei den Dreharbeiten so viel Zeit ließ, wie er für notwendig hielt. Wie in den anderen Filmen Kubricks zuvor wurden manche Szenen häufig wiederholt, um möglichst viele unterschiedliche schauspielerische sowie überraschende und interessante Spielvarianten einer Szene zu erhalten. Der fehlende Zeitdruck führte beispielsweise auch dazu, dass Kidman während der Arbeiten für den Dialog am Ende des Films tatsächlich mehrere Stunden geweint hatte, so dass die verquollenen Augen nicht durch ein entsprechendes Makeup aufgeschminkt werden mussten. Während der langen und intensiven Dreharbeiten entwickelte sich ein enges Verhältnis zwischen den Darstellern und dem Regisseur.
Wie alle Filme Kubricks seit 2001: Odyssee im Weltraum wurde Eyes Wide Shut in England gedreht. Um den Protagonisten trotzdem durch die Straßen von New York wandern zu lassen, wurden verschiedene Methoden kombiniert: Zum einen wurde ein Filmset errichtet, das dem Aussehen der echten Stadt nachempfunden war. Weitere Außenaufnahmen wurden in London realisiert, wo für die Dreharbeiten amerikanische Telefonzellen aufgestellt wurden. Zusätzlich wurden Aufnahmen vor Ort von einer Second Unit gedreht und durch Schnitt und Rückprojektionen mit den anderen Aufnahmen kombiniert. Die meisten Innenaufnahmen hingegen wurden in den Pinewood Studios realisiert. Die Dreharbeiten dauerten bis Januar 1998, mit einigen Nachdrehs im April.

### Postproduktion
Die Titelmusik des Filmes ist der „Walzer Nr. 2“ aus der Suite für Varieté-Orchester (im Abspann als Jazz-Suite Nr. 2 bezeichnet) von Dmitri Schostakowitsch. Sie wird im Vor- und Abspann und in der Montage der täglichen Routine von Bill und Alice verwendet und steht im Film für das alltägliche Familienleben. Der hervorstechendste Teil der Filmmusik ist jedoch das minimalistische Klavierstück Musica Ricercata II: Mesto, Rigido e Cerimoniale von György Ligeti, das an fünf Stellen des Filmes, immer im Zusammenhang mit der Bedrohung durch die geheime Gesellschaft, zu hören ist. Es verkörpert das Gesetz, gegen das Bill verstoßen hat. Die extra für den Film komponierte Musik stammt von Jocelyn Pook, sie kam vor allem bei den beiden Monologen von Alice, der Orgie im Somerton und Bills Fantasien über die Untreue seiner Frau zum Einsatz.
Ursprünglich hatte Kubrick seine Tochter Vivian gebeten, Musik für den Film zu komponieren. Zu diesem Zeitpunkt allerdings hatte sich diese der Scientology-Sekte zugewandt, was zu einem Bruch mit ihrem Vater führte, der bis zu seinem Tode anhielt.
Als Lichtquellen dienten bei den Dreharbeiten fast ausschließlich im Bild sichtbare Lampen. Um trotzdem eine ausreichende Helligkeit zu erlangen, wurde im Nachhinein eine Push-Entwicklung durchgeführt, wodurch das Bild eine recht hohe Körnigkeit erhielt. Die Fassung für den US-amerikanischen Markt wurde in der Orgienszene entschärft, um eine Altersfreigabe von NC-17 zu vermeiden. Hierfür wurden computergenerierte Personen eingefügt. Dies war der erste Einsatz von CGI bei einem Kubrick-Film.

### Marketing und Veröffentlichung
Ende der 1990er Jahre kündigte Warner Bros. Eyes Wide Shut als „eine Geschichte über sexuelle Eifersucht und Obsession, mit Tom Cruise und Nicole Kidman in den Hauptrollen“ an. In den folgenden Jahren gab es nur wenig weitere Informationen und es kamen unterschiedliche Gerüchte in Umlauf. So hieß es, dass Cruise und Kidman Psychiater spielen würden, die sich auf sexuelle Beziehungen mit ihren Patienten einlassen, oder dass Tom Cruise in einer Szene ein Kleid tragen würde.
Auch das Gerücht, dass der Film Sexszenen zwischen Nicole Kidman und Tom Cruise beinhalte, hielt sich lange. So berichtete der Star im März 1999, dass Kubrick mit dem Liebesspiel zwischen den beiden Hauptdarstellern so unzufrieden gewesen sei, dass er zwei Sextherapeuten engagiert habe. Das amerikanische Magazin wurde daraufhin von den beiden Schauspielern wegen Verleumdung verklagt. Auch der von Kubrick geschnittene Trailer enthielt viele Szenen, in denen Cruise und Kidman flirtend, küssend und nackt zu sehen sind, und heizte damit die Erwartungen des Publikums weiter an. Der fertige Film enthielt jedoch keine Sexszene zwischen den beiden Hauptdarstellern.
Eine erste Vorführung der finalen Schnittfassung fand am 1. März 1999 vor Schauspielern, der Studioleitung und anderen Mitwirkenden in New York statt. Stanley Kubrick war mit dem Ergebnis sehr zufrieden, starb jedoch überraschend nur sechs Tage später. Die Postproduktion an der Tonspur war in diesem Moment noch nicht fertiggestellt worden, der finale Soundmix konnte von Kubrick also nicht mehr überwacht werden.
Drehbuchautor Frederic Raphael veröffentlichte im Sommer 1999 das Buch Eyes Wide Open – Eine Nahaufnahme von Stanley Kubrick, in dem er seine Zusammenarbeit mit Kubrick an dem Film beschreibt. Witwe Christiane Kubrick veröffentlichte daraufhin eine Stellungnahme, in der sie Raphael Vertrauensbruch und die Verunglimpfung ihres Mannes vorwarf. Er habe durch die Veröffentlichung von vertraulichen Gesprächen Kubricks Privatsphäre verletzt und vermittle in seiner Beschreibung der Persönlichkeit des Regisseurs ein falsches Bild. Raphael habe bei der Suche nach einem Verleger außerdem den Eindruck erweckt, dass das Buch von Kubricks Familie autorisiert worden sei, was jedoch nicht stimme.
Veröffentlicht wurde Eyes Wide Shut am 16. Juli desselben Jahres in den USA, die Europapremiere fand als Eröffnungsfilm der 56. Filmfestspiele von Venedig am 1. September statt. In Deutschland kam der Film am 9. September in die Kinos. Im deutschen Free-TV wurde Eyes Wide Shut erstmals am 21. Dezember 2002 um 22:40 Uhr in der ARD gezeigt.

## Synchronisation
Die deutsche Synchronisation entstand im Auftrag der Film- & Fernseh-Synchron in Berlin. Das Dialogbuch schrieb Frank Schaff, die Dialogregie führte, aufgrund von Kubricks noch vor seinem Tod geäußerten Wunsch, Edgar Reitz, den er wegen dessen ersten Teils der damaligen Heimat-Trilogie schätzte. Kubrick war es auch, der Patrick Winczewski als Sprecher für Tom Cruise besetzte.
| Rolle                      | Darsteller       | Synchronsprecher    |
| -------------------------- | ---------------- | ------------------- |
| Dr. William „Bill“ Harford | Tom Cruise       | Patrick Winczewski  |
| Alice Harford              | Nicole Kidman    | Irina Wanka         |
| Victor Ziegler             | Sydney Pollack   | Thomas Fritsch      |
| Nick Nightingale           | Todd Field       | Philipp Brammer     |
| Sandor Szavost             | Sky du Mont      | Sky du Mont         |
| Marion                     | Marie Richardson | Madeleine Stolze    |
| Amanda „Mandy“ Curran      | Julienne Davis   | Kathrin Simon       |
| Domino                     | Vinessa Shaw     | Michaela Degen      |
| Dickie Taylor              | Thomas Gibson    | Claus-Peter Damitz  |
| Mr. Milich                 | Rade Šerbedžija  | Jurij Gotowtschikow |
| Sally                      | Fay Masterson    | Veronika Neugebauer |

## Interpretation

### Bezüge zu Kubricks Gesamtwerk
Wie andere Filme Kubricks, so zum Beispiel The Shining, handelt Eyes Wide Shut vom alltäglichen Leben, in dem oberflächlich betrachtet zunächst alles in Ordnung zu sein scheint, dessen Fassade allerdings schon bald zu bröckeln beginnt. Im Film sind einige Anspielungen auf frühere Werke Kubricks versteckt. So ist in zwei Szenen auf Werbetafeln im Hintergrund der Name „Bowman“ zu lesen, einer der Astronauten in Kubricks Film 2001: Odyssee im Weltraum. Auch erinnert der schwarze Teppich im Kostümverleih Rainbow Fashions an den Monolithen aus diesem Film. Die in derselben Szene verwendeten Kostüme sind hingegen jenen aus Kubricks Historienfilm Barry Lyndon nachempfunden.

### Bildgestaltung
Die dominierenden Farben rot und blau erscheinen auch am Anfang der Novelle in einer von der Tochter des Paares vorgelesenen Geschichte: „Der Prinz aber, in seinen Purpurmantel gehüllt, lag allein auf dem Verdeck unter dem dunkelblauen, sternbesäten Nachthimmel.“ Sie lassen sich unterschiedlich deuten. Dem Rot im Film werden unter anderem das erotische Moment, Weiblichkeit und die Überwindung des Alltags zugeordnet. Blau hingegen wird mit Kälte, Ferne, Alltag und Männlichkeit in Verbindung gebracht. Die Farben treten jedoch sehr häufig und in unterschiedlichen Kontexten auf. Sie sind also nicht zeichenhaft lesbar, sondern vieldeutig angelegt.
Kubrick nutzte verschiedene filmische Mittel, um eine traumähnliche Wirkung des Filmes auf den Zuschauer zu realisieren. Bereits zu Beginn der Handlung, in der Szene in der Wohnung der Protagonisten, gibt es eine auffällig hohe Anzahl an Anschlussfehlern und Perspektivwechseln, die ein Gefühl der Orientierungslosigkeit entstehen lassen. Dies wird später bei Bills Odyssee durch die Stadt noch verstärkt: Die Szenen wurden sämtlich in derselben Kulisse gedreht und vermitteln durch ständige Déjà-vus das Gefühl, dass Bill auf der Stelle treten würde. Die Theke im Rainbow Fashions ändert von einem Tag zum anderen ihre Position im Raum um 90°, was weiter zur Desorientierung beiträgt. Zuletzt wirkt auch das Bild selbst durch die hohe Lichtempfindlichkeit des Films impressionistischer und traumhafter als in anderen Filmen.
Allgemein ist der Film in eher ruhigen Bildern gehalten. Eine Ausnahme stellt die Szene der ersten Aussprache zwischen Bill und Alice dar. Wenn Bill sagt, dass er weiß, dass Alice ihn niemals betrügen würde und diese daraufhin in lautes Gelächter ausbricht, ist die einzige Handkameraaufnahme zu sehen, deren Wackeln die Erschütterung des Fundaments der Ehe visualisiert.

### Figuren
Arthur Schnitzler war von Sigmund Freud und der Psychoanalyse fasziniert und versah seine Hauptfiguren mit Charakterzügen, die sie bestimmten Störungsbildern zuordnen lassen. So verkörpert Alice in Novelle und Film das Bild der hysterischen Frau. Sie bricht lediglich in ihren Träumen aus dem bürgerlichen Familienleben aus. Bills Ordnung der Welt, die er als selbstverständlich hinnimmt, wird durch das Geständnis seiner Frau infrage gestellt. Von diesem Moment an versucht er, im Gegensatz zu seiner Frau, tatsächlich untreu zu werden, nicht nur in seiner Phantasie. In ihm lässt sich nach Freud das Störungsbild der Zwangsneurose wiedererkennen. Auch wenn wir Bills Gedanken nicht lesen können, teilen wir doch all seine Geheimnisse, folgen ihm überall hin. Die Geschichte des Films wird also, wie die der Novelle, mit wenigen Ausnahmen aus seiner Sicht erzählt. Durch das Ausbleiben von Voice-overs bleiben Bills Gedanken und Emotionen dem Zuschauer allerdings weitgehend verborgen, was ihn implizit passiv erscheinen lässt, so als wandle er durch einen Traum, den er nicht beeinflussen oder auch nur kommentieren könne.
Bei Victor Ziegler bleibt bis zuletzt unklar, ob man ihm trauen kann. Auf der einen Seite ist er Teil der geheimen Gesellschaft, auf der anderen ein väterlicher Freund Bills. In seiner Offenbarung gegen Ende des Films kommen beim Zuschauer Zweifel am Wahrheitsgehalt seiner Aussagen auf, weil sein Charakter zwischen freundlich und wütend, zwischen selbstsicher und nervös schwankt und seine Sätze teilweise wie auswendig gelernt wirken.

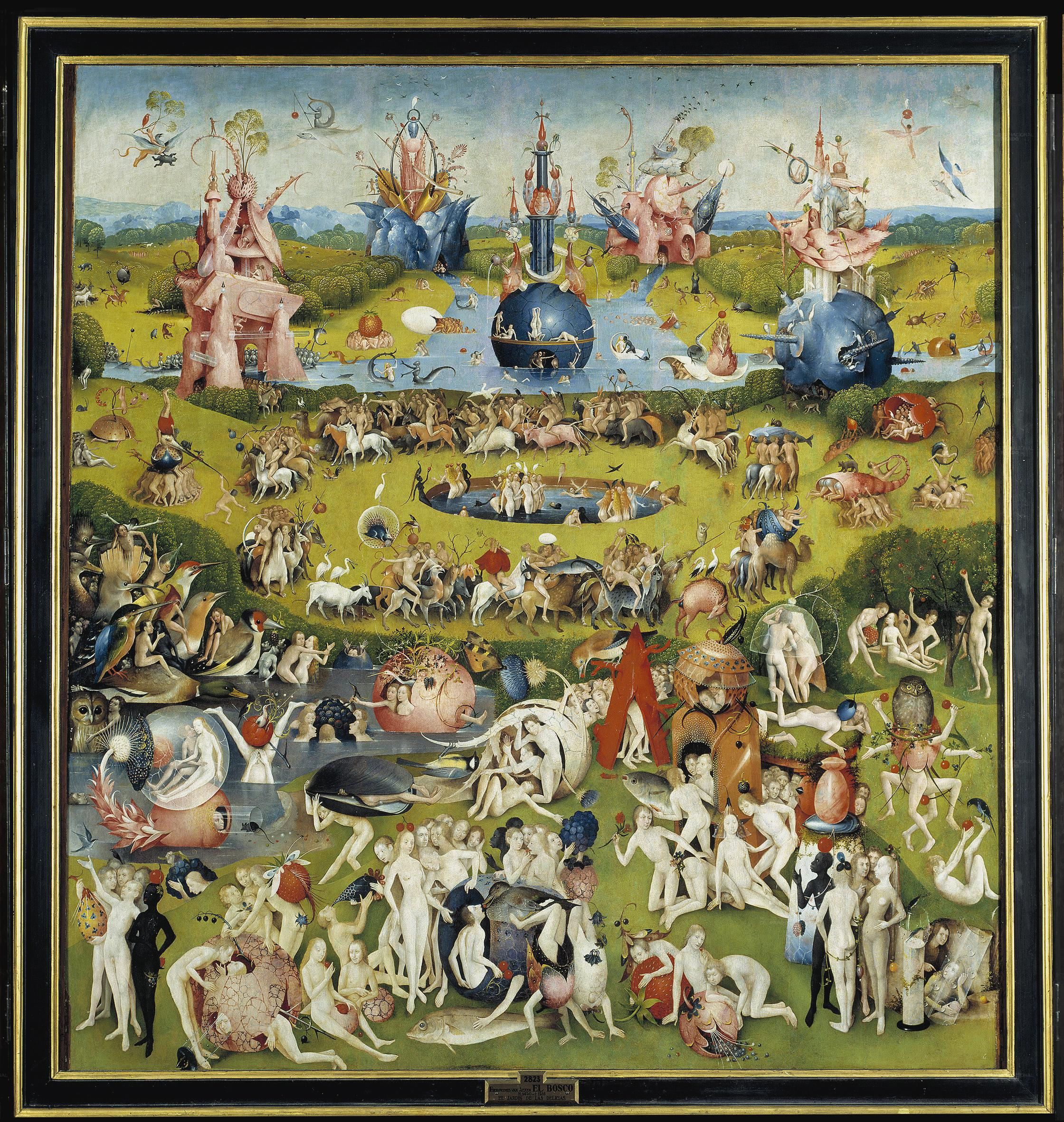
Hieronymus Boschs Triptychon Der Garten der Lüste soll Kubrick in der Darstellung der Orgie beeinflusst haben

### Der Maskenball
Das Codewort für den Maskenball lautet in der Literaturvorlage „Dänemark“ – das Land, in dem Albertine und Fridolin beide mit dem Gedanken einer Affäre spielten. Kubrick entschied sich hingegen für „Fidelio“; Ludwig van Beethovens einzige Oper ist benannt nach dem Tarnnamen, den die Protagonistin Leonore in ihrer männlichen Travestie annimmt, um ihren geliebten Ehemann Florestan aus der Kerkerhaft zu befreien. Auf dem Maskenball wird genau das pervertiert, wovon die Oper handelt: die bürgerliche Liebe. Bei seiner Inszenierung wurde Kubrick von einer Orgie beeinflusst, die 1501 im Vatikan unter Mitwirkung des Papstes Alexander VI. stattgefunden haben soll. Diese religiöse (oder antireligiöse) Komponente wird durch die Filmmusik unterstrichen: Bei der Zeremonie sind rückwärts abgespielte lateinische Mönchsgesänge, während der Orgienszene Hindugesänge zu hören. Die Optik der Orgie soll durch den mittleren Teil des Gartens der Lüste von Hieronymus Bosch beeinflusst worden sein. Die islamischen Architekturelemente und die orientalische Musik unterstreichen die Fremdheit, die Somerton ausstrahlen soll. Zudem sind die Räume des Schlosses die einzigen, die keine Weihnachtsbeleuchtung aufweisen. Die Orgie selbst ist nicht rauschhaft-stimulierend inszeniert, sondern durch die ruhigen Bewegungen der Kamera und die langsamen Überblendungen gleichsam zeitlupenhaft eingefangen.

### Das Symbol der Maske
Die Teilnehmer der Orgie in Somerton sind maskiert. Dies dient einerseits der Anonymisierung. Andererseits kann Sex mit einer Person, deren Gesicht durch eine Maske seines lebendigen Ausdrucks beraubt ist und wie tot erscheint, auch als eine Form der Nekrophilie gesehen werden. Die Maske taucht in Eyes Wide Shut jedoch nicht nur als Requisite auf, sondern steht, wie bei Erving Goffman, auch für die Rolle, die jeder Einzelne in der Gesellschaft spielt. Hinter ihr bleiben Absichten und Sehnsüchte verborgen. So lässt Alice in dem Moment ihre Maske der treuen Ehefrau fallen, als sie Bill von ihrer Untreuephantasie erzählt und so für eine Destabilisierung ihrer Ehe sorgt. Bills Gesicht erscheint seitdem wie leer, nicht nur seine soziale Rolle, sondern auch seine Mimik gleicht für den Rest des Filmes einer Maske. Der Zuschauer kann in seinem Gesicht kaum noch seine Emotionen ablesen. Diese Maskenhaftigkeit legt er erst kurz vor Ende des Filmes wieder ab, als er vor seiner Frau zusammenbricht und verspricht, ihr alles zu erzählen.

## Rezeption

### Einspielergebnisse und Kritiken
Finanziell war Eyes Wide Shut bei seiner Kinoauswertung ein großer Erfolg: Der Film spielte die Produktionskosten von etwa 65 Millionen Dollar mit Einnahmen von über 160 Millionen Dollar weltweit, von denen etwa ein Drittel auf die USA entfiel, deutlich wieder ein.
Die Kritik war nach der Veröffentlichung des Filmes jedoch gespalten. Viele einstige Kubrick-Bewunderer reagierten mit Ablehnung. Vor allem die schauspielerischen Leistungen der beiden Hauptdarsteller wurden von vielen positiv hervorgehoben. Das „mutige Spiel“ von Cruise und Kidman in der Szene des Streits mache die treibende Kraft des gesamten Filmes aus, Kidmans Monolog sei gar der „Höhepunkt ihrer Karriere“. Urs Jenny schrieb in Der Spiegel, die Streitszene habe „eine atemraubende Intimität, eine Spannung auf höchstem Ingmar-Bergman-Niveau, wie sie gerade im US-Kino kaum je zu finden ist.“ An Tom Cruise als Hauptdarsteller gab es jedoch teilweise auch harsche Kritik mit Aussagen wie der, dass er, „wenn er versucht, Gehirnaktivität zu simulieren, aussieht wie ein Neandertaler“, und der rhetorischen Frage: „Wer hat Kubrick gesagt, Cruise könne schauspielen?“ Die Leistung der Nebendarsteller wurde von vielen Kritikern gelobt.
An Kubricks Regie und dem Film insgesamt wurde von einigen die „seltsame, beunruhigende und manchmal erotische Stimmung“ positiv hervorgehoben. Der subtile Ausdruck eines traumartigen Zustands in dem atmosphärischen Film mache es kaum möglich, Realität und Imagination auseinanderzuhalten; der Einsatz der Musik sei „meisterhaft“. Janet Maslin von der New York Times bezeichnete den Film als „eine fesselnde Ergänzung zu Kubricks Gesamtwerk“. Emanuel Levy nannte Eyes Wide Shut hingegen einen von Kubricks konventionellsten Filmen, dem die sonst übliche exzentrische Bildsprache und Erzählform fehle. Die schwächste Szene sei die Zeremonie vor der maskierten Orgie. Einige fanden deutlichere Worte: Eyes Wide Shut sei „gigantisch, fehlgeleitet, kalt und idiotisch“ oder, wie David Edelstein es ausdrückte, ein „einschläfernder Haufen Müll“.
Andere Kritiker äußerten sich lediglich über einzelne Szenen, Abschnitte oder Aspekte des Filmes negativ. Roger Ebert beanstandete in der Chicago Sun-Times, dass die Versöhnung am Ende nicht zu der vorangegangenen Handlung passe, während andere die Szene mit Ziegler dafür kritisierten, zu viel zu erklären und dem Film mit seiner „Mantel-und-Degen-Handlung“ zu schaden. Todd McCarthy von der Variety bezeichnete die gesamte zweite Hälfte nach der Orgie als weniger fesselnd und empfand den Stalker als „überflüssig“. Das Lexikon des internationalen Films hätte die Verfilmung der Traumnovelle lieber in einem historischen Setting gesehen: Die psychoanalytische Komponente des Stoffes habe durch die Verlagerung ins New York des späten 20. Jahrhunderts an Glaubwürdigkeit verloren, da so die Geschichte ihrer Einbettung in den Sittenkodex des frühen 20. Jahrhunderts beraubt sei. Urs Jenny fand, dass der Film mit dem heutigen New York wenig zu tun habe.
Insgesamt erhielt der Film aber überwiegend positive Kritiken. Das Filmkritik-Portal Rotten Tomatoes gibt für den Film 75 % positive Rezensionen an und er hat einen Metascore von 68 von 100 bei Metacritic.

### Auszeichnungen und Nominierungen
- 1999: Filmcritica „Bastone Bianco“ Award auf den Filmfestspielen von Venedig (Stanley Kubrick)
- 2000: Blockbuster Entertainment Award – Beste Schauspielerin im Genre Drama/Romantik (Nicole Kidman)
- 2000: Csapnivalo Award – Bester Kunstfilm
- 2000: Syndicat Français de la Critique de Cinéma – Bester ausländischer Film
- 2000: César als bester ausländischer Film
- 2000: Golden Globe Award – Beste Originalmusik (Jocelyn Pook)
- 2000: Satellite Awards
  - Beste Kamera – Larry Smith (nominiert)
  - Beste Schauspielerin in einem Drama – Nicole Kidman (nominiert)
  - Bester Ton – Paul Konway und Edward Tise (nominiert)
- 2000: Chicago Film Critics Association
  - Beste Regie – Stanley Kubrick (nominiert)
  - Beste Kamera – Stanley Kubrick und Larry Smith (nominiert)
  - Beste Filmmusik – Jocelyn Pook (nominiert)
- 2000: Costume Designers Guild
  - In der Kategorie Excellence in Costume Design for Film – Marit Allen (nominiert)
- 2000: Online Film Critics Society
  - Beste Regie – Stanley Kubrick (nominiert)
  - Beste Kamera – Larry Smith (nominiert)
  - Beste Filmmusik – Jocelyn Pook (nominiert)

Die Deutsche Film- und Medienbewertung FBW in Wiesbaden verlieh dem Film das Prädikat besonders wertvoll.